# Stegware
Stegware (auch StEG-Ware) waren in deutschen Geschäften der Nachkriegszeit 1948/49 verkaufte Artikel, die ursprünglich für die amerikanischen Truppen bestimmt waren. Auf Grund zweier Verträge über die Übernahme amerikanischer Heeresgüter nach der Währungsreform wurden sie von der Staatlichen Erfassungs-Gesellschaft für öffentliches Gut (kurz StEG) über den Einzelhandel zu mäßigen Preisen verkauft. Im Wesentlichen handelte es sich um Gebrauchsgegenstände sowie Kleidung, aber auch Fahrzeuge.
Bis in die frühen 1980er Jahre wurden US-amerikanisches und Bundeswehr-Material noch in sogenannten Steg shops verkauft, so in mehreren Filialen in West-Berlin und anderen Großstädten. Neben gebrauchten persönlichen Ausrüstungsstücken der Soldaten wie Parkas, anderen Uniformteilen sowie Verpflegungs- und „Camping“-Artikeln wie Feldbetten wurden auch Blue Jeans angeboten.
Ein Teil des Erlöses aus dem Verkauf der Stegware sollte zum Beispiel dem Fulbright-Programm zugutekommen, welches mit Schüleraustausch das Verständnis zwischen Völkern und Kulturen nach dem Zweiten Weltkrieg fördern wollte.